# Odnazjdý v pustýne
Odnazjdý v pustýne (russisk: Однажды в Пустыне) er en russisk spillefilm fra 2022 af Andrej Kravtjuk.

## Medvirkende
- Aleksandr Robak som Sjaberov
- Pavel Tjinarjov som Zjilin
- Aleksandr Metjolkin som Makarskij
- Jekaterina Nesterova som Jamila
- Igor Gordin
- Polina Pusjkaruk
- Vitalija Kornijenko